# Puma (concern)
PUMA SE is een Duitse onderneming die sportartikelen produceert. Zij is gevestigd in Herzogenaurach in Beieren. Het bedrijf werd in 1948 door Rudolf Dassler opgericht als "PUMA Schuhfabrik Rudolf Dassler".
In 2007 kocht het Franse conglomeraat Kering een meerderheidsbelang in Puma. In 2018 had het 86% van de aandelen in handen, maar besloot in dit jaar 70% van de aandelen als een soort van dividend uit te keren aan haar aandeelhouders.

## Activiteiten
Puma is met circa 8,8 miljard euro omzet in 2024 een van de grotere fabrikanten van sportartikelen ter wereld, maar moet Nike en Adidas ver voor zich laten gemeten naar de jaaromzet. De helft van de omzet wordt behaald met schoenen, een derde met kleding en de rest met accessoires. Een kwart van de omzet wordt gerealiseerd via 800 eigen winkels en internet. Voor de marketing werden sponsorcontracten met bekende sporters afgesloten. De marketing- en verkoopkosten maken een derde van de totale omzet uit.
De productie is volledig uitbesteed en vindt bijna uitsluitend in Azië plaats. Van medewerkers is driekwart actief in de marketing en verkoop en zo'n 1400 in de ontwikkeling van nieuwe producten.
Kering was de grootste aandeelhouder. In 2018 heeft Kering het belang in Puma onder de eigen aandeelhouders verdeeld waarmee de free float steeg van 13% naar 55%. In juni 2018 werd het aandeel opgenomen in de MDAX-aandelenindex. Artemis is de grootste aandeelhouder met een belang van 29% per jaareinde 2024.

## Geschiedenis

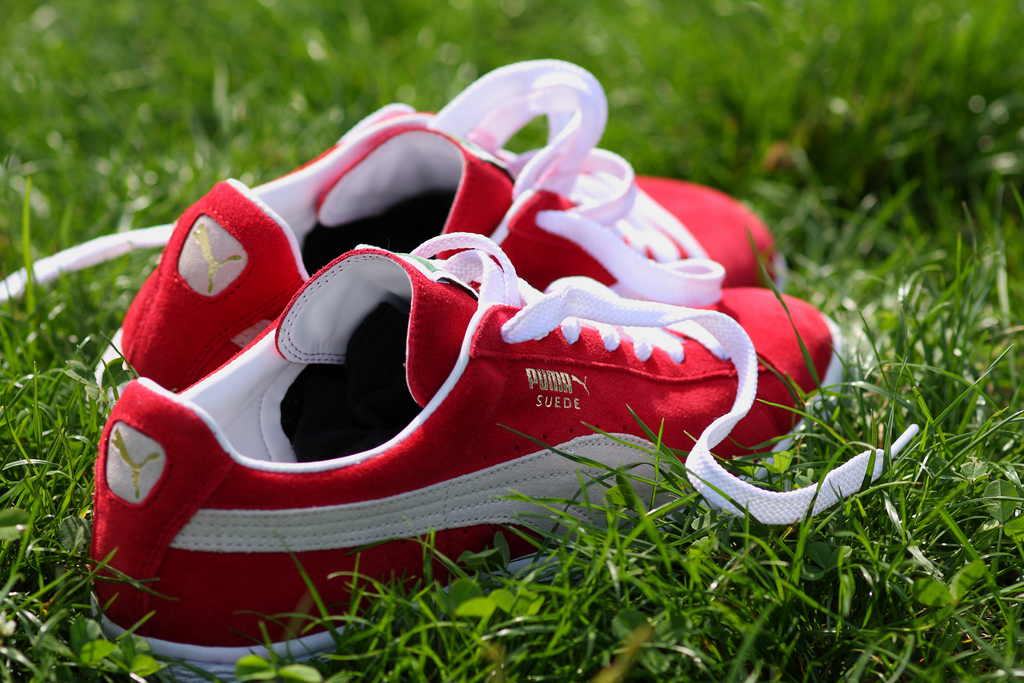
Puma-schoenen

Puma AG is ontstaan na een familieruzie tussen de broers Adolf en Rudolf Dassler. Samen runden ze vanaf de jaren twintig tot net na de Tweede Wereldoorlog de Gebrüder Dassler Sportschuhfabrik (Gebroeders Dassler Sportschoenenfabriek).
Ten gevolge van een familievete was samenwerking na de oorlog niet meer mogelijk en in 1948 begon Rudolf voor zichzelf: hij richtte Puma AG op, terwijl zijn broer de Gebrüder Dassler Sportschuhfabrik omdoopte tot adidas. Beide bedrijven zijn in Herzogenaurach gelegen, zodat de stad nog altijd gespleten is in twee kampen. De tweedelige film De Dassler broers: Adidas versus Puma gaat over de eerste vijftig jaar van beide bedrijven.

## Trivia
- In Nederland had Johan Cruijff een exclusief contract met Puma. Tijdens het Wereldkampioenschap voetbal 1974 droeg hij daarom kleding met twee strepen terwijl de overige spelers gehuld gingen in kleding met de drie strepen van KNVB-sponsor Adidas.
- Door Puma werd de eerste merken-hype op gebied van sportkleding in gang gezet. Om hun product onder de aandacht te brengen, benaderden zij op de Olympische Spelen in de jaren zestig bekende sporters. Vrijwel iedere sporter van naam kreeg gratis Puma-kledij aangeboden om te dragen tijdens hun wedstrijden.
- Eind 20ste eeuw wist Puma de aandacht te trekken door een mouwloos voetbaltenue te ontwerpen voor Kameroen dat deelnam aan het WK. Het tenue werd echter door de FIFA afgekeurd als officieel wedstrijdtenue.
- In samenwerking met Sagem Wireless heeft Puma een mobiele telefoon ontwikkeld, de Pumaphone.

## Sponsoring
Puma is kledingsponsor voor professionele sporters en sportclubs in diverse sportdisciplines.
Tot de sportlieden die Puma sponsort of heeft gesponsord behoren onder anderen de voetballers Cesc Fàbregas, Sergio Agüero, Yaya Touré, Gianluigi Buffon, Nemanja Vidić, Marco Reus, Mario Balotelli, Ibrahim Afellay en de wereldrecordhouder, olympisch kampioen op de 100, 200 m en 4 x 100 meter estafette, de Jamaicaanse sprinter Usain Bolt.
Tot de sportclubs behoren onder meer AC Milan, Arsenal (tot 1 juli 2019), Borussia Dortmund, Galatasaray, Newcastle United, Girondins de Bordeaux, Dinamo Zagreb, Rode Ster Belgrado, Stade Rennais en eveneens de nationale teams van onder meer Italië, Tsjechië, Oostenrijk en Zwitserland. Puma werd op 1 juli 2019 sponsor van de Engelse voetbalclub Manchester City, waarmee het merk een verbintenis aanging tot 2029. Het maakte in januari 2020 bekend dat het vanaf het seizoen ook de officiële kledingsponsor werd van de Nederlandse voetbalclub PSV.